# کشیت (کرمان)
کشیت شهری است   در شهرستان گلباف استان کرمان است.
قلعه تاریخی کشیت، آبشار کشیت، کلوت‌های کشیت ورودخانه کشیت باعث شده‌است که این بخش به ثبت جهانی برسد، که سالانه گردشگران داخلی و خارجی به کشیت سفر می‌کنند. از محصولات کشاورزی این بخش می‌توان به انواع خرما، مرکبات اشاره کرد. مسافت کشیت تا مرکز استان (کرمان) ۱۷۳ کیلومتر است و فاصله این بخش با شهرستان گلباف ۸۰ کیلومتر می‌باشد.

## جمعیت
این منطقه در بخش گلباف قرار داشته و بر اساس آخرین سرشماری مرکز آمار ایران که در سال ۱۳۸۵ صورت گرفته، جمعیت آن ٣٬۴۳۵نفر بوده‌است. وجود قلعه مشهور کشیت که اقتباسی از ارگ بم و ارگ راین است نیز نشان از تاریخ کهن این منطقه دارد.
این منطقه از بافت تاریخی منحصر بفردی نیز برخوردار است و دارای جاذبه گردشگری است. بعد از بافت تاریخی وارد مجموعه‌ای بسیار متراکم از درختان و پوشش گیاهی می‌شویم که حجم زیادی نخلستان را تشکیل داده‌اند. آبشار کشیت و رودخانه ای که در این منطقه جاری است، دیدنی است.